# Sebastián Iradier
Sebastián Iradier Salaverri (psán též Yradier a Salaberri; 20. ledna 1809 - 6. prosince 1865) byl španělský baskický skladatel.
Iradier se narodil v Lanciegu v provincii Álava. Jeho vydavatel v Paříži ho vyzval, aby „internacializoval“ své jméno, z Iradier na Yradier.
Iradier je známý především pro své habanery, z nichž nejslavnější je „La Paloma“, napsaná kolem roku 1860 po návštěvě Kuby. „La Paloma“ byla mimořádně populární jak ve Španělsku, tak v Americe, zejména v Mexiku, kde byla vyvolala vlnu popularity habaner. Radio Universidad Nacional Autónoma de México (UNAM) odhaduje, že existuje více než tisíc verzí skladby „La Paloma“, a uvádí, že společně se skladbou „Yesterday“ od Beatles je to jedna z nejvíce nahrávaných skladeb v historii hudby. 
Další z Iradierových skladeb je habanera „El Arreglito“, kterou použil Georges Bizet ve své opeře Carmen. Bizet, který si myslel, že jde o lidovou píseň, se nechal inspirovat melodií a přetvořil ji do árie „L'amour est un oiseau rebelle“, známé také jako „Habanera“. Když zjistil svou chybu, Bizet přidal poznámku k vokální partituře opery a uznal zdroj melodie.
Iradier zemřel v zapomnění ve Vitorii v roce 1865.